# والكلمات تعرف الغضب
والكلمات تعرف الغضب، أحد الكتب النثرية من مؤلفات الشاعر العربي السوري نزار قباني، صدرت في عام 1983، عن منشورات نزار قباني في بيروت، لبنان.